# 러시앤캐시
러시앤캐시(Rush-and-Cash)(법인명: 아프로파이낸셜대부 주식회사, Apro Financial)는 OK금융그룹의 계열사로, 과거 대한민국 최대 규모의 소비자금융회사였지만, 2023년 10월 금융당국에 소비자금융업 관련 라이선스를 반납하며 소비자금융업을 정리했다.
라이선스 반납은 그룹사인 OK금융그룹이 금융당국과 약속한 '저축은행 건전 경영 및 이해상충 방지 계획' 이행의 일환으로 이뤄졌다. OK금융그룹은 지난 2014년 OK저축은행의 전신인 예주·예나래 저축은행 인수 당시 인수 조건으로 소비자금융업의 단계적 철수를 금융당국과 약속한 바 있다.
러시앤캐시의 라이선스 반납은 OK금융그룹이 10여년간 추진해 온 소비자금융업 철수의 마지막 퍼즐을 맞췄다는 데 의미가 있다. 앞서 OK금융그룹은 소비자금융업을 점진적으로 철수하고자 2018년과 2019년 두 해에 걸쳐 그룹 산하의 소비자금융회사이던 원캐싱과 미즈사랑의 금전대부업 라이선스를 금융당국에 반납했으며, 2023년 10월 러시앤캐시의 라이선스 반납을 끝으로 소비자금융업 철수에 종지부를 찍었다.
대부업 철수를 마무리 지은 OK금융그룹은 사업 포트폴리오를 재편해 '진정한' 종함금융그룹으로 발돋움할 계획으로, 향후 증권사·자산운용사 등 새로운 금융사 인수를 추진해 사업 영역을 넓혀 나가겠다는 구상이다.

## 회사
러시앤캐시는 OK금융그룹의 계열사인 아프로파이낸셜대부(주) (구 A&P파이낸셜대부(주))의 브랜드명으로, 재일 한국인, 3세인 최윤 회장이 전 지분을 소유한 회사가 현재 거의 대부분의 지분을 보유한 최대주주이다. 최윤은 나고야에서 신라관이라는 한국식 고깃집을 운영하며 사업에 성공한 인물이다. 대한민국에 본사를 두고 있으며 대주주도 한국 국적이다.
설립자본금은 2억 3024만원이고, 2007년부터 2009년까지 1000억원 안팎의 순이익을 내면서 급속 성장했다. 총자산은 2009년 9월 결산 기준으로 1조 3503원 규모였고, 2013년 9월 결산 기준으로는 2조 678억원이었다. 이 같은 빠른 성장의 배경에는 대한민국의 제1・2금융권이 서민 대출에 큰 역할을 하지 못하고 있다는 점이 크게 작용한다. 또한, 러시앤캐시의 급성장에는 전산 시스템을 구축하여 심사와 송금 시간을 크게 줄인 것도 한몫했다.
러시앤캐시는 제도권 진입을 위해 꾸준히 저축은행 인수에 공을 들여왔으며, 2014년 금융감독위원회의 정례회의를 통해 예주저축은행과 예나래저축은행의 주식 취득을 승인 받았다. 이에 따라 러시앤캐시는 당국의 승인을 받아 저축은행 이름을 Original Korean이라는 뜻을 담아' OK저축은행'으로 하고 새롭게 출범시켰다.

## 사업
저축은행 흡수 합병 등 공격적인 영업으로 성장하고 있다. 2014년 현재 러시앤캐시는 해외 시장 진출 뿐만 아니라 카드 시장 및 증권 시장 진출까지 도모하고 있다.
OK 금융그룹은 미즈사랑(주)과 원캐싱대부(주)도 계열사로 두고 있다.

2019년까지 원캐싱과 미즈사랑의 폐쇄와 2024년까지 아프로파이낸셜대부(러시앤캐시) 폐쇄도 진행될 예정이다. 지난 2018년 9월에는 이미 원캐싱을 조기 폐쇄했다.

## 광고/마케팅
광고는 로고송으로 구분된다.
(전화번호(끝자리가 7979)를 부르고 나서) 러시앤캐시 → CM '무이자, 무이자, 무이자 → 내렸어, 낮췄어, 내렸어' → 처음엔 러시앤캐시/역시 러시앤캐시, 누군가에겐 꼭 필요한 금융 러시앤캐시 → 대출하면 러시앤캐시

### 스포츠 스폰서십
러시앤캐시를 들으면 혹자는 ‘배구’를 먼저 떠올릴지도 모른다. 아프로파이낸셜대부(러시앤캐시)는 2012년 해체 위기를 맞은 드림식스의 네이밍 스폰을 시작해, 2013년 구단 인수에 도전했다. 하지만 기존 구단들의 대부업계 구단 인수에 대한 부정적 시선으로 인해 어려움을 겪다가, 같은 해 4월 프로배구 제 7구단을 창단하기에 이른다. 이듬해 2014년에는 안산시와 정식으로 연고협약을 체결하고, 구단명을 ‘OK저축은행 러시앤캐시’로 변경해 현재까지 안산을 대표하는 프로배구단을 운영되고 있다.
그 외에도 러시앤캐시 모기업 아프로서비스그룹은 2010년 처음 KLPGA 정규투어대회의 타이틀 스폰서를 맡아 매년 ‘러시앤캐시 행복나눔 클래식’을 개최해왔다. 이후 5회부터는 골프계의 전설, 박세리 프로와 손잡고 ‘OK저축은행 박세리 인비테이셔널’이란 타이틀로 대회 명칭을 변경했으며, 현재 이 대회는 국내 메이저 골프대회 중 가장 인지도 높은 행사로 자리잡았다.

### 스타 기용
러시앤캐시에서는 "소비자금융 NO1 러시앤캐시"라는 캐치프레이즈를 사용하고 있다. 2006년부터 대부업계 처음으로 공중파 TV 광고를 시작했다.
이영아, 한채영, 김하늘, 최민수 등 톱스타들을 광고에 활용해왔다. 톱스타 외에 컴퓨터그래픽으로 제작한 '무대리'라는 캐릭터를 종종 활용하기도 한다.

### 이미지 광고
러시앤캐시는 2013년 하반기부터, 대부업의 순기능을 이야기하는 이미지 광고를 집행하기 시작했다.
2013년 8월, 러시앤캐시는 자사를 '바쁠때 타는 택시'로 비유한 광고를 내보냈다. 이 광고에서는 여자가 이자가 비싸다는 말을 하자 남자는 비싼만큼 서비스가 좋다는 말로 응수한다. 이에 대해 회사 측에서는 대부업의 순기능에 대해 비유한 것이라고 설명했다.
2차 광고는 2013년 11월에 시작되었는데 제 1·2 금융권을 지망하던 여성이 러시앤캐시에 취직해서 엄마한테 자기 회사를 홍보한다. 엄마는 대부업이라는 회사 특징때문에 "거긴 좀 그렇지 않니?"라는 우려를 표하지만 딸은 타 금융권과 하는 일은 비슷하다며 회사에 만족감을 표시한다. 이 광고는 대부업에 대한 세간의 인식을 스스로 공개적으로 드러냈다는 점에서 용기있는 광고라는 평가를 받기도 했다.
3차 광고는 2014년 7월에 시작되었다. 2차 광고를 통해 러시앤캐시에 입사했던 여직원이 "비싼 이자로 월급받는 일" 더 이상 못하겠다며 사직서를 제출하는 내용이다. 광고에는 러시앤캐시가 '사채회사'가 아님을 밝히려는 노력이 담겨있고 나아가 OK저축은행을 시작한다는 내용 역시 담겨있다. 

최근에는 러시앤캐시를 대표하는 ‘무대리’외에도 아프로서비스그룹을 대표하는 ‘읏맨’도 새롭게 등장했다. 신규 캐릭터 ‘읏맨’은 한글 '읏'을 왼쪽으로 돌려서 보면 영어 ‘OK’가 된다는 것에 착안해, OK저축은행에서 자체 개발했다고 한다. ‘읏맨’은 기존 금융권 광고에서 볼 수 없던 친근한 캐릭터로, 지난 9월 말 광고는 직장에서 결재를 고민하는 여주인공을 위해 다소 웃픈 해결책을 제시하는 모습을 보여줬다.

### 2018 평창 동계올림픽 관련 앰부시 마케팅 논란
2018 평창 동계올림픽 기간과 이후까지는 광고에서 썰매를 끄려는 무를 보여주다가 바지가 찢어지는 모습을 보여준다던가, 광고에서 스키점프를 하는 무를 보여줬다가 이를 하는 과정에서 미끄럼틀을 타고 내려가다가 바닥에 부딪히는 모습을 보여줬다. 이때문에 러시앤캐시가 앰부시 마케팅을 했다는 논란이 있었다.

## 연혁
- 1998년 (주)A&O인터내셔널 설립
- 2002년 대한민국 대부업 시장 진출
- 2004년 A&O인터내셔날을 비롯한 7개사를 인수
- 2005년 '아프로소비자금융'으로 사명 변경. '러시앤캐시'라는 새로운 브랜드 런칭
- 2009년 예스신용정보 공동설립, 미즈사랑 인수, 한국IB금융(구, 아주 오토리스) 인수
- 2013년 러시앤캐시 베스피드 남자프로배구단 창단
- 2014년 'OK저축은행' 출범
- 2018년 원캐싱 청산
- 2019년 미즈사랑 청산

## 같이 보기
- 대부업
- 산와머니
- 리드코프

### 기타
- OK금융그룹
- 미즈사랑 보관됨 2015-08-01 - 웨이백 머신
- 원캐싱